# Stefano Bernardin

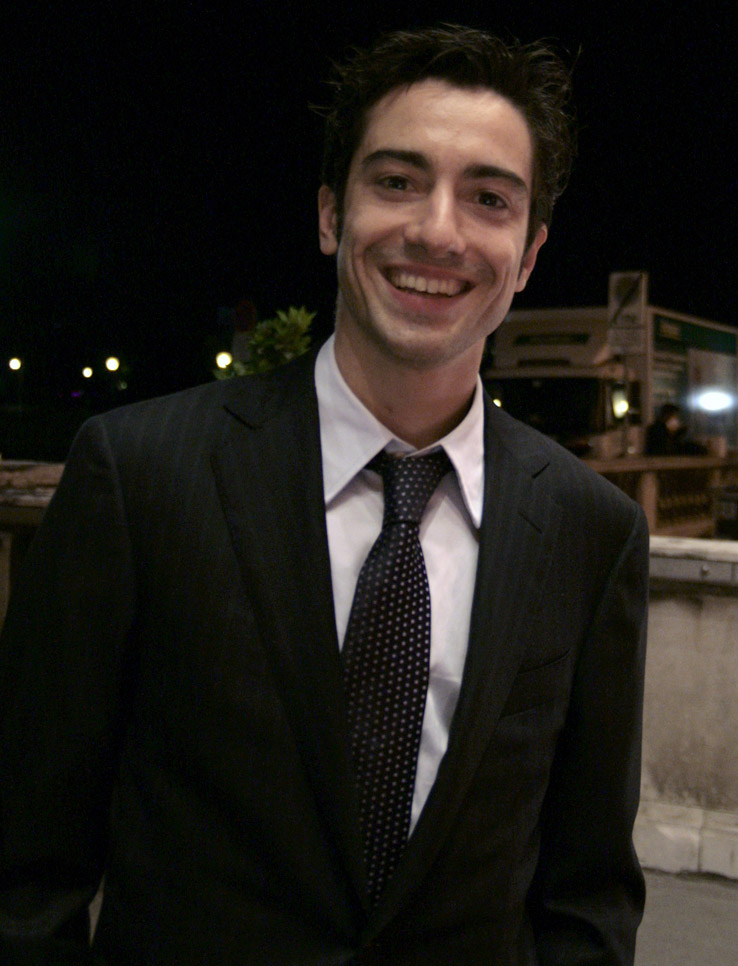

Stefano Bernardin (* 30. Juli 1977 in Wien) ist ein österreichischer Schauspieler.

## Leben
Seine Matura machte er am Kollegium Kalksburg und absolvierte von 1999 bis 2003 seine Schauspielerausbildung am Konservatorium der Stadt Wien, seine Lehrerin war Elfriede Ott. 2002 gewann er die goldene Romy als beliebtester männlicher Shootingstar. 2005 bekam Bernardin den Nestroy-Theaterpreis als bester Nachwuchsschauspieler. Seitdem ist er immer wieder in Theater und Fernsehen aktiv.
Von Herbst 2013 bis Juni 2015 führte Stefano Bernardin als Conférencier im Kabarett Simpl durch das Programm.

## Theaterarbeiten (Auswahl)
- 2023: ‚Die stumme Serenade‘ ; Kammeroper Wien; Regie: Dirk Schmeding
- 2021: Hamlet – one man show (William Shakespeare) – (Theater Akzent) Regie: Hubsi Kramar
- 2020:  ...bis einer weint(Farkas, Wiener, Niavarani) (Duo mit Bernhard Murg)
- 2000: Il Campiello (Carlo Goldoni) – Sommerspiele Perchtoldsdorf
- 2002: Troilus und Cressida (William Shakespeare) – Kabelwerk Wien-Meidling
- 2003: Liliom (Ferenc Molnár) – Theater in der Josefstadt
- 2004: Der gute Mensch von Sezuan (Bertolt Brecht) – Ensemble Theater Wien
- 2005: Das Herz eines Boxers (Lutz Hübner – Regie: Thomas Birkmeir) – Theater der Jugend
- 2006: Der Tolle Tag (Beaumarchais) – Theater in der Josefstadt
- 2007: Norway.today (Igor Bauersima) – Theater im Zentrum
- 2007: Faust I, II (Goethe) – Sommerspiele Perchtoldsdorf
- 2008: Das Mädchen am Ende der Strasse, Regie: Thomas Birkmeir – Renaissancetheater
- 2008: Ti Amo, Regie: Viktoria Schubert – Wiener Metropol
- 2008: Räuberhauptmann Grasl, Regie: Hakon Hirzenberger – Waldviertler Hoftheater
- 2008: Brander Kaspar schaut ins Paradies, Regie: Hanspeter Horner – Bromberg
- 2009: Die Komödie der Irrungen (William Shakespeare), Regie: Thomas Birkmeir – Theater im Zentrum
- 2009: Charleys Tante, Regie: Viktoria Schubert – Wiener Metropol
- 2009: Ein idealer Gatte, (Oscar Wilde) Regie: Hubert Kramar – 3raum Theater
- 2009: Boeing Boeing, Regie: Werner Sobotka – Palais Novak
- 2009: Ti Amo, Regie: Viktoria Schubert – Wiener Metropol
- 2010: Ein kleines bisschen Glück, Regie: Andy Hallwaxx – Volkstheater
- 2010: Der Widerspenstigen Zähmung, Regie: Adi Hirschal – Wiener Lustspielhaus
- 2010: Bunbury, Regie: Hubsi Kramar – 3raum Theater
- 2011: Campiello, Regie: Herbert Föttinger – Theater in der Josefstadt
- 2011: Ti Amo 2, Regie: Vicki Schubert – Wiener Metropol
- 2011: Romeo und Julia, Regie: Adi Hirschal
- 2012: Sein oder nicht sein, Regie: Peter Wittenberg – Wiener Kammerspiele
- 2012: Macbeth, Regie: Hakon Hirzenberger – Sommerspiele Perchtoldsdorf
- 2012: Bunbury, Regie: Hubsi Kramar – 3raum Theater
- 2013: Die Zähmung des Widerspenstigen, Regie: Vicki Schubert – Wiener Metropol
- 2013: Wolfi Bauer Superstar, Regie: Hubsi Kramar – Rabenhof Theater
- 2013: Lasst Euch Gehen!, Regie: Leo Bauer – Kabarett Simpl
- 2013: C(r)ash, Regie: Carolin Pienkos – Theater in der Walfischgasse
- 2014: Reset – alles auf Anfang, Regie: Bernhard Murg und Oliver Rosskopf – Stadttheater Berndorf

## Filmografie (Auswahl)
Fernsehen
- 2002, 2003: Medicopter 117 – Jedes Leben zählt (Fernsehserie, zwei Folgen)
- 2001–2004: Kommissar Rex (Fernsehserie, zwei Folgen)
- 2002–2006: Schlosshotel Orth (Fernsehserie, 50 Folgen)
- 2005: Das Traumhotel – Zauber von Bali (Fernsehserie, eine Folge)
- 2006, 2011: Soko Donau (Fernsehserie, zwei Folgen)
- 2006, 2020: SOKO Kitzbühel (Fernsehserie, zwei Folgen)
- 2007: Die Sterneköchin, Regie: Manfred Stelzer
- 2008: Mutig in die neuen Zeiten – Alles anders, Regie: Harald Sicheritz
- 2008: Vier Tage Toskana, Regie: Michael Keusch
- 2011: Die Tänzerin – Lebe Deinen Traum, Regie: Hans Günther Bücking
- 2012: Schnell ermittelt (Fernsehserie, eine Folge)
- 2012: Die Wüstenärztin, Regie: Jörg Grünler
- 2013: Die Frau in mir, Regie: Michael Rowitz
- 2014: Die Freischwimmerin, Regie: Holger Bartel
- 2016: Der Urbino-Krimi: Die Tote im Palazzo
- 2016: Der Urbino-Krimi: Mord im Olivenhain
- 2017: Die Ketzerbraut
- 2019: Der Auftrag
- 2020: Wischen ist Macht (Fernsehserie)
- 2020–2022: Der Bozen-Krimi Regie: Kaspar Heidelbach
- 2022: Ein Sommer am Gardasee (Fernsehreihe)
- 2023: SOKO Linz – Herzstiche
- 2025: Bettys Diagnose - Harte Landung
- 2025: Der Geier – Freund oder Feind (Fernsehreihe)

Kino
- 2004: Auf Wolke 7, Regie: Michael Grimm
- 2005: Küss mich, Prinzessin, Regie: Michael Grimm
- 2010: Die verrückte Welt der Ute Bock, Regie: Houchang Allahyari
- 2010: A Possible End, Regie: Deniz Arslan
- 2010: Todespolka, Regie: Michael Pfeifenberger
- 2013: Doldrums, Regie: Michel Komzak
- 2013: Tanzcafe Jenseits, Regie: Deniz Arslan
- 2013: Zwei Akte, Regie: Houchang Allahyari
- 2017: Einmal bitte alles
- 2018: Ein wilder Sommer – Die Wachausaga

## Hörspiele
- Herrenrunde (OE1)
- Die Strudlhofstiege (NDR/OE1) (Rolle: Rene Stangeler), Hörspiel des Jahres 2007
- Amerika! (OE1)
- Volksgarten (OE1)
- Aufstellungen (OE1)
- Die Verwirrungen des Zöglings Törleß (OE1) (Rolle: Reiting)

## Auszeichnungen
- 2002: Goldene Romy Beliebtester männlicher Shootingstar
- 2005: Nestroy-Theaterpreis Bester Nachwuchs als Jojo in Das Herz eines Boxers, Regie: Thomas Birkmeir